# Hanitra Karen Raharimanana
Hanitra Karen Raharimanana, née le 15 octobre 2002, est une pongiste franco-malgache.

## Carrière
Hanitra Karen Raharimanana est médaillée de bronze en double mixte avec Fabio Rakotoarimanana aux Jeux africains de 2023 à Accra. Le duo est aussi sacré champion d'Afrique de l'Est à Kampala en 2024.

## Famille
Elle est la fille du pongiste Harifidy Raharimanana.